# Megophryidae
Megophryidae – rodzina płazów z rzędu płazów bezogonowych (Anura). Zalicza się do niej ponad 300 gatunków rozdzielonych na dwie podrodziny i 14 rodzajów.

## Zasięg występowania
Gatunki z tej rodziny pochodzą z ciepłych terenów Azji Południowej i Południowo-Wschodniej, od podnóża Himalajów po Archipelag Malajski.

## Charakterystyka
Zwierzęta te posługują się kamuflażem, zwłaszcza te żyjące w lesie wydają się podobne do opadłych liści. Niektóre z nich mają fałdy skórne grające rolę unerwienia liścia. Gatunek Megophrys montana ma zaś ostre wyrostki sterczące w okolicy nosa i oczu, dzięki czemu kształt zwierzęcia się rozmywa.
Megophryidae mierzą od 2 do 12,5 cm. Dorosłe mają wiosłokształtne języki. Kijanki zamieszkują różne wody, zazwyczaj sadzawki i strumienie. Wiąże się to z występującą wśród nich dużą różnorodnością.

## Podział systematyczny
Do rodziny należą następujące podrodziny:
- Leptobrachiinae Dubois, 1980
- Megophryinae Bonaparte, 1850